# Waldbach-Mönichwald
Waldbach-Mönichwald est une commune créée le 1er janvier 2015 dans le district de Hartberg-Fürstenfeld en Styrie, en Autriche.
La municipalité a été créée dans le cadre de la réforme structurelle municipale Styrie, avec la fusion des communes de Waldbach et Mönichwald.
Une pétition contre la fusion, soulevée par la ville de Waldbach à la cour constitutionnelle , n'a pas abouti.